# Baneberry
Baneberry é uma cidade localizada no estado norte-americano de Tennessee, no Condado de Jefferson.

## Demografia
Segundo o censo norte-americano de 2000, a sua população era de 366 habitantes. 
Em 2006, foi estimada uma população de 447, um aumento de 81 (22.1%).

## Geografia
De acordo com o United States Census Bureau tem uma área de 
4,7 km², dos quais 4,7 km² cobertos por terra e 0,0 km² cobertos por água.

## Localidades na vizinhança
O diagrama seguinte representa as localidades num raio de 20 km ao redor de Baneberry. 